# Маурисио Почетино
Маурисио Роберто Почетино Тросеро (шп. Mauricio Roberto Pochettino Trossero; Санта Фе, 2. март 1972) аргентински је фудбалски тренер и бивши фудбалер. Тренутно је селектор репрезентације Сједињених Америчких Држава.

## Тренерска каријера

### Тотенхем
Почетино је крајем маја 2014. постављен за тренера Тотенхем хотспера, са којим је потписао петогодишњи уговор. У својој првој сезони са екипом Тотенхема је стигао до финала Лига купа где је поражен од Челсија (2:0), док је у Премијер лиги на крају сезоне заузео пето место. У наредне четири сезоне, Тотенхем са Почетином на клупи успева да оствари четири пласмана у прва четири тима Премијер лиге. У пролеће 2019. су доживели највећи успех, пласман у финале Лиге шампиона, након што су у двомечу успели да избаце Ајакс, али су у финалној утакмици поражени од Ливерпула.
Почетино је на клупи Тотенхема био до 19. новембра 2019. када је смењен. У 2019. години је његова екипа доживела чак 18 пораза, укључујући и 2:7 против Бајерн Минхена на домаћем терену и испадање из Лига купа од стране нижелигаша Колчестера. Тотенхем се после 12 одиграних кола у сезони 2019/20. Премијер лиге налазио тек на 14. месту, са само три победе, пет нерешених и четири изгубљене утакмице. Почетино је Тотенхем за нешто више од пет година водио на 293 утакмице, а остварио је 160 победа, 60 нерешених резултата и 73 пораза.

### ПСЖ
Дана 2. јануара 2021, Почетино је именован за главног тренера француског Париз Сен Жермена где је, током своје играчке каријере, провео две године.

### Челси
Почетино је од маја 2023. године фудбалски тренер енглеског клуба Челси. Потписао је двогодишњи уговор до 2025. године.

## Успеси

### Као играч
Њуелс олд бојс
- Првенство Аргентине (2) : 1990/91, 1992. (Клаусура)
- Куп либертадорес : финале 1992.

Еспањол
- Куп Шпаније (2) : 1999/00, 2005/06.

Париз Сен Жермен
- Интертото куп (1) : 2001.
- Куп Француске : финале 2002/03.

### Као тренер
Тотенхем
- Премијер лига : 2. место 2016/17.
- Лига куп Енглеске : финале 2014/15.
- Лига шампиона : финале 2018/19.

Париз Сен Жермен
- Првенство Француске (1) : 2021/22.
- Куп Француске (1) : 2020/21.
- Суперкуп Француске (1) : 2020.[б]